# Chrysobothris
Chrysobothris es un género numeroso de escarabajos xilófagos metálicos de la familia Buprestidae. Este es uno de los géneros de bupréstidos más grandes y se encuentran en toda la región biogeográfica. Hay, por lo menos, 690 especies descritas. Se cree que, por lo menos, 134 especies de este género habitan en América del Norte. Miden entre 7 y 14 mm de longitud. Las patas delanteras de estos escarabajos poseen bíceps dentados.
Chrysobothris es ampliamente conocido por ser uno de los géneros más dañinos de la familia Buprestidae. Las larvas son barrenadores y afectan la madera de los árboles caducifolios y también los coníferos. Los árboles son afectados seriamente desde las raíces hasta las ramas y hojas.

## Ejemplares de la especie

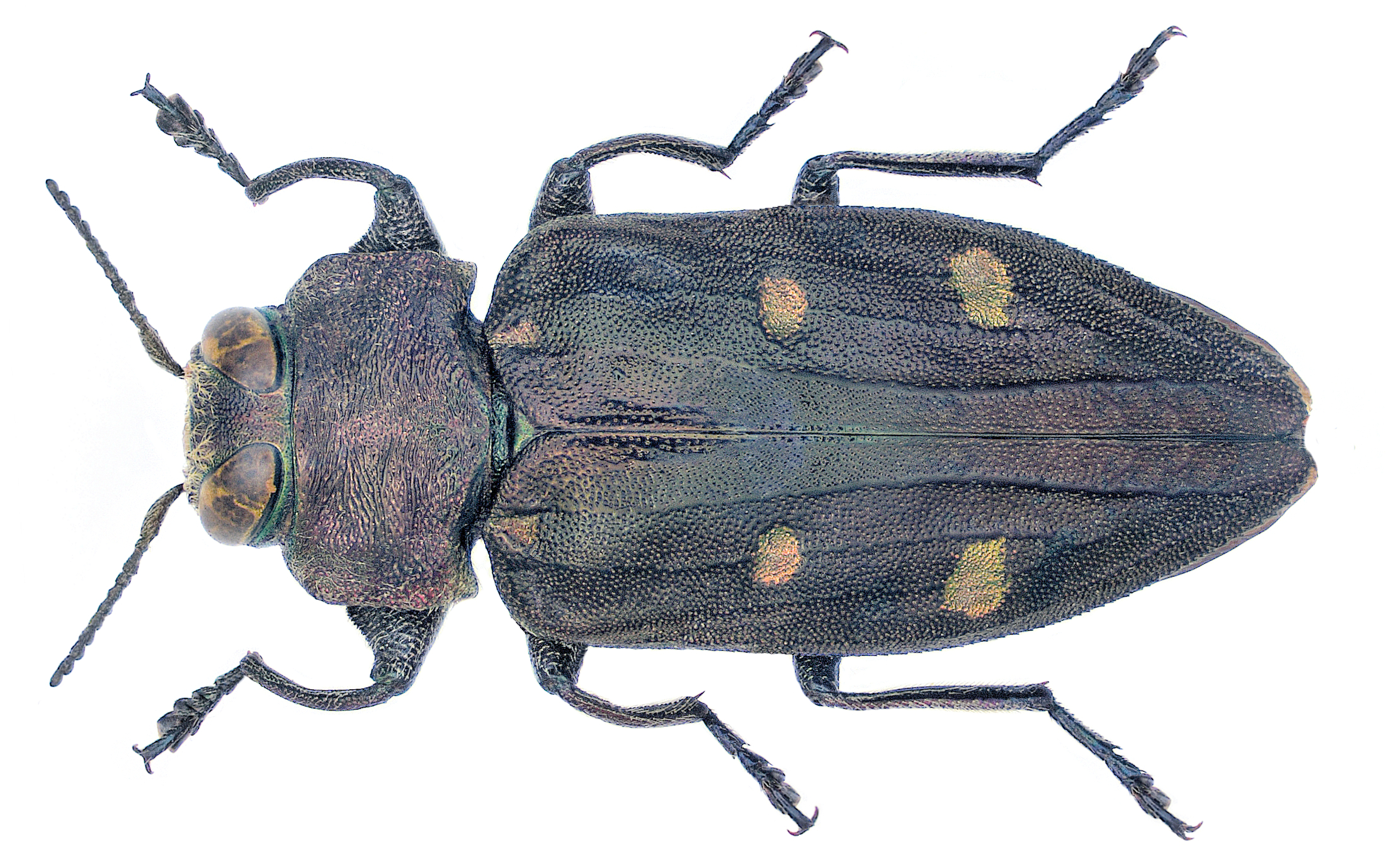
Chrysobothris affinis
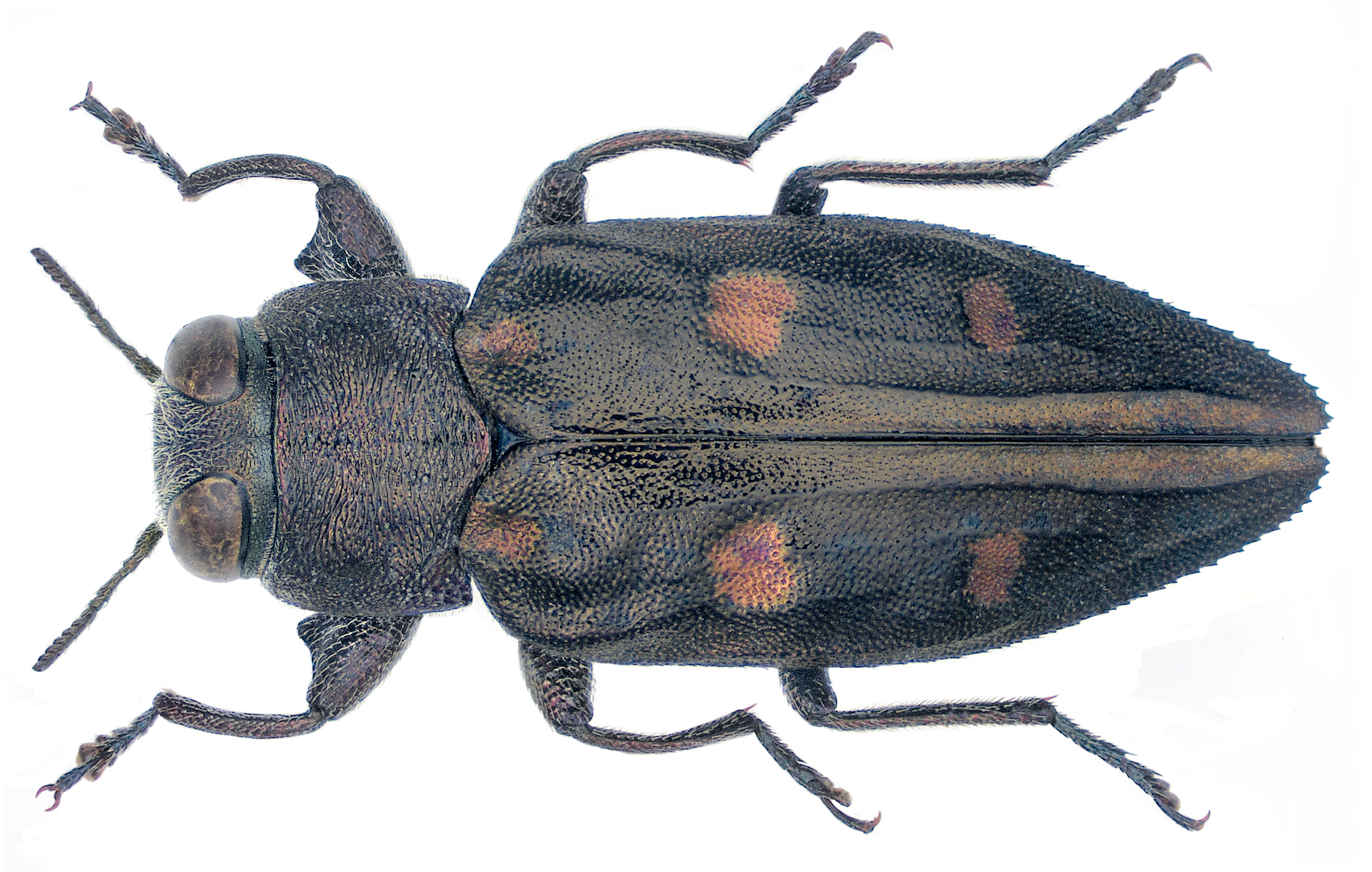
Chrysobothris solieri
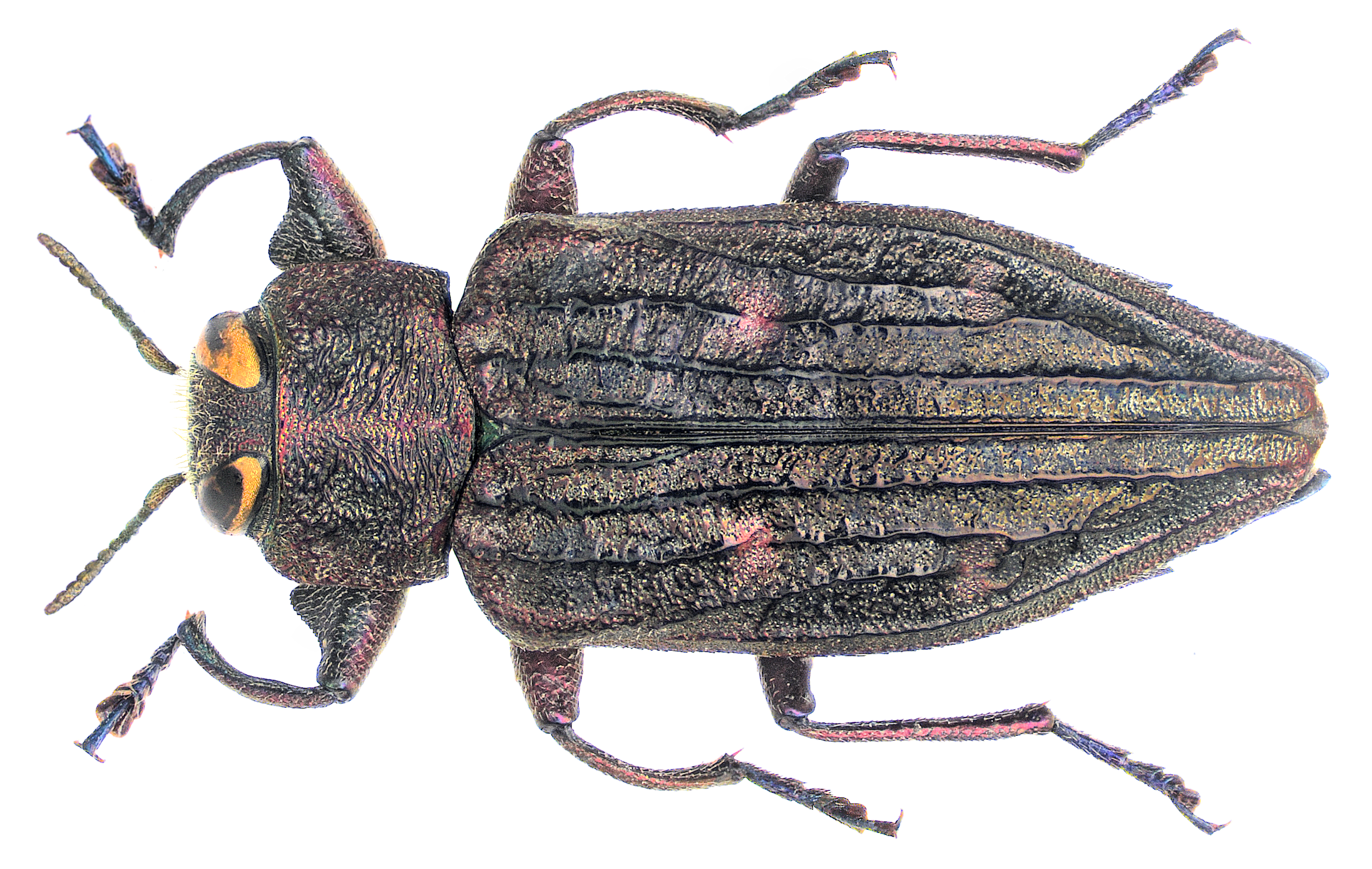
Chrysobothris chrysostigma
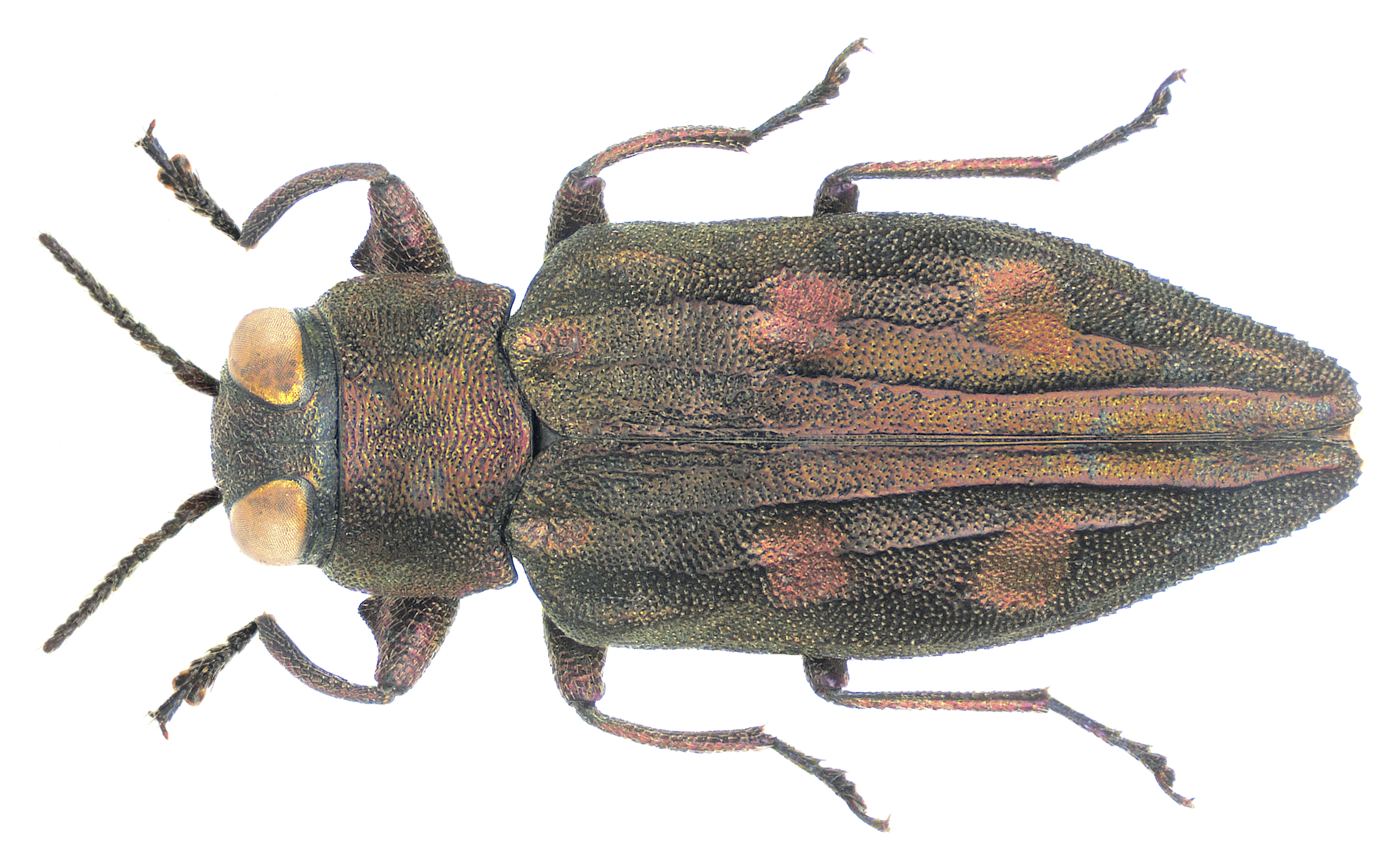
Chrysobothris igniventris
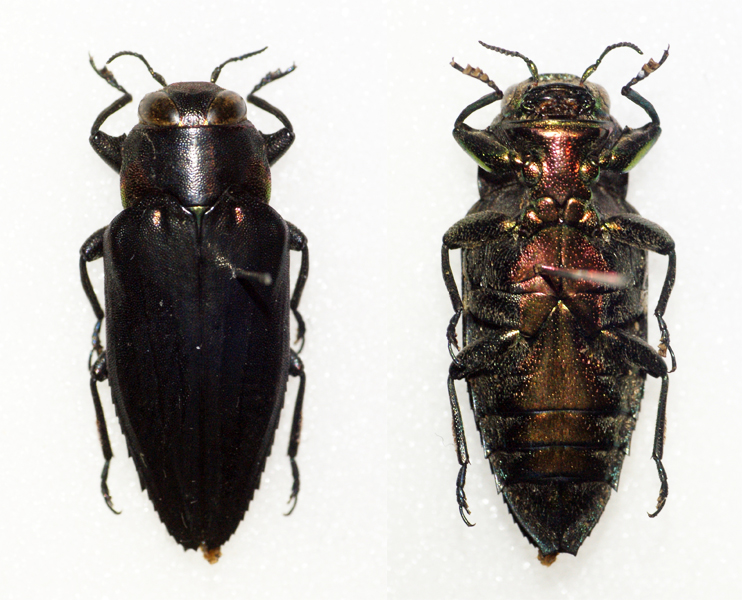
Chrysobothris viridinotata
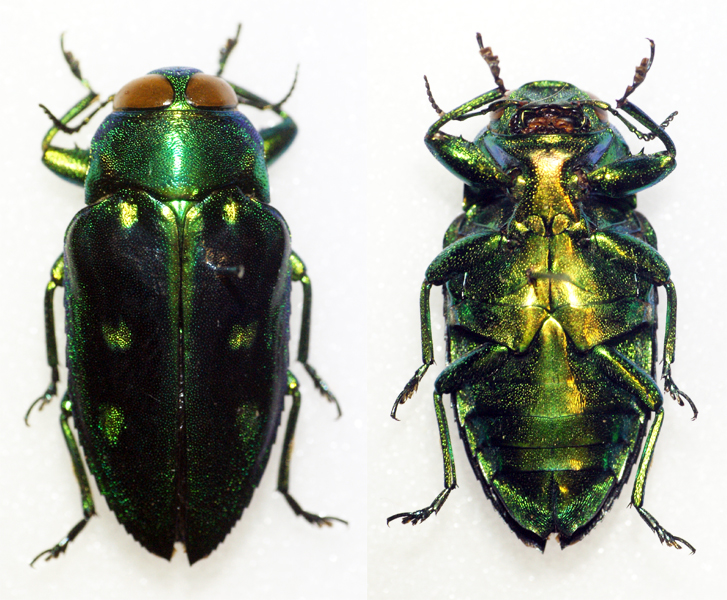
Chrysobothris ellyptica
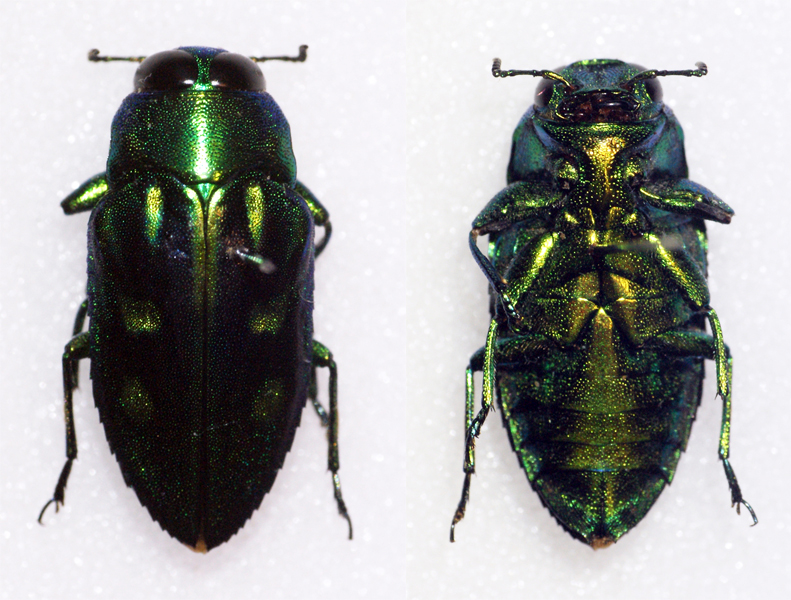
Chrysobothris sp.
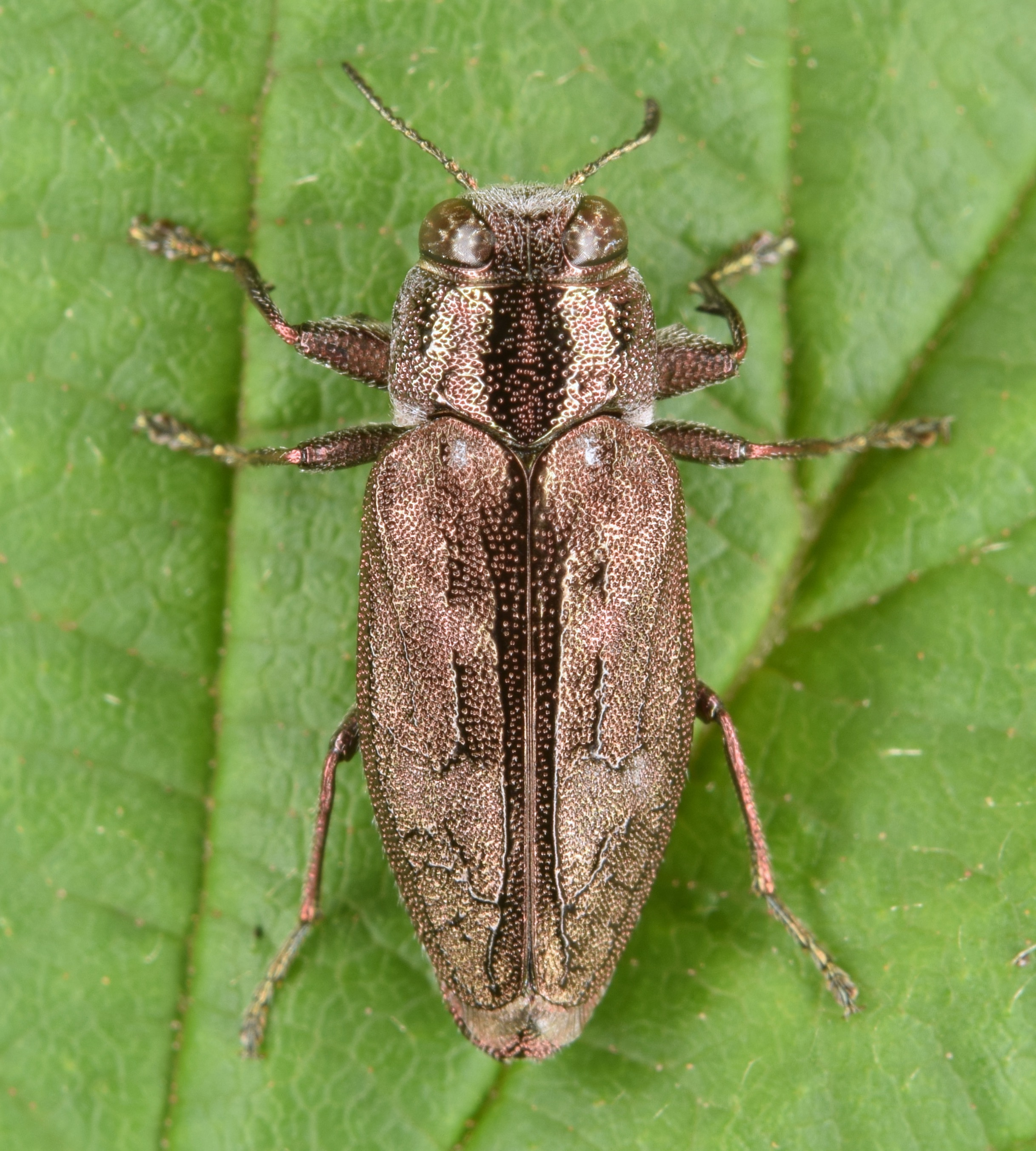
Chrysobothris cribraria
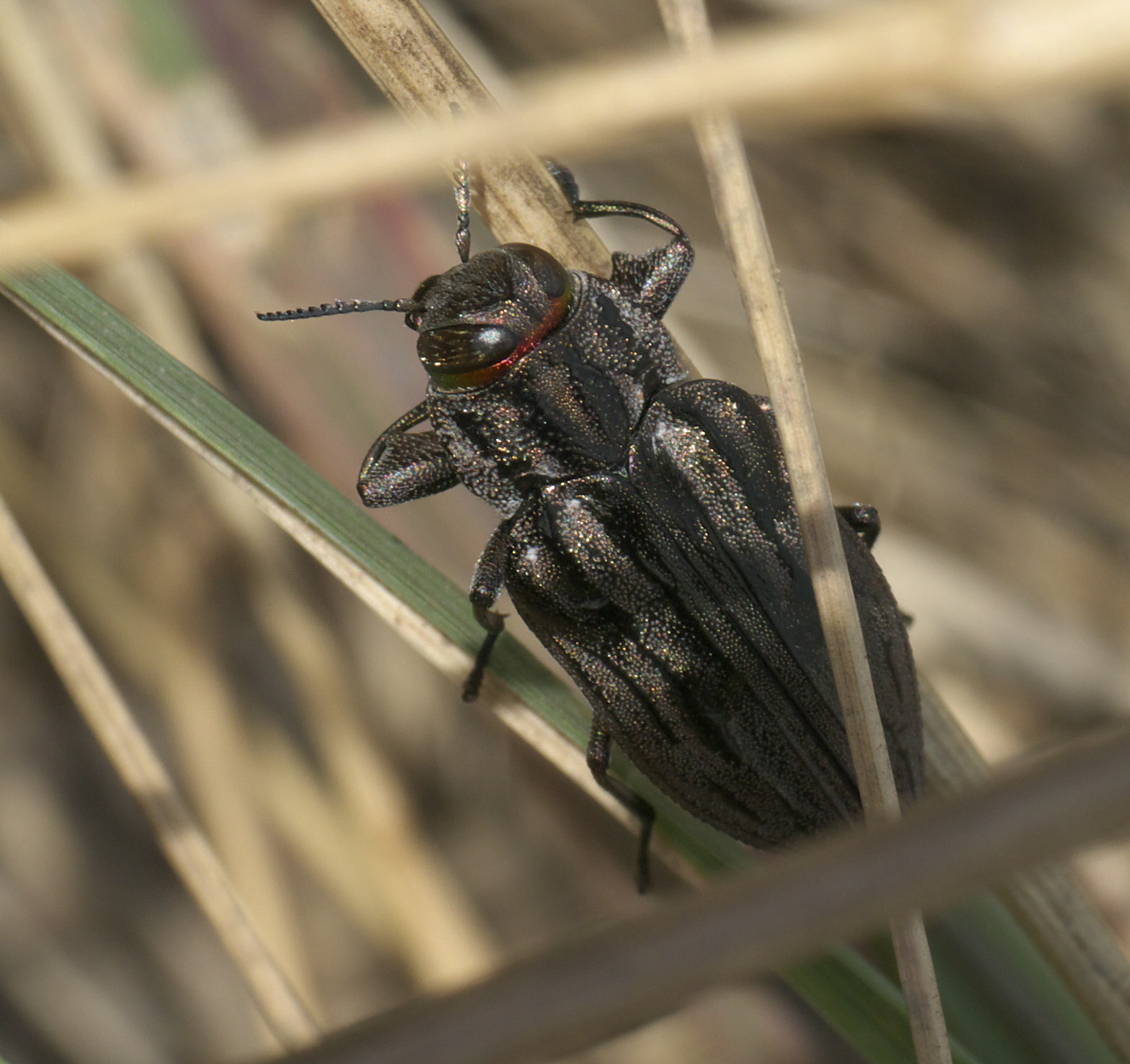
Chrysobothris quadrilineata
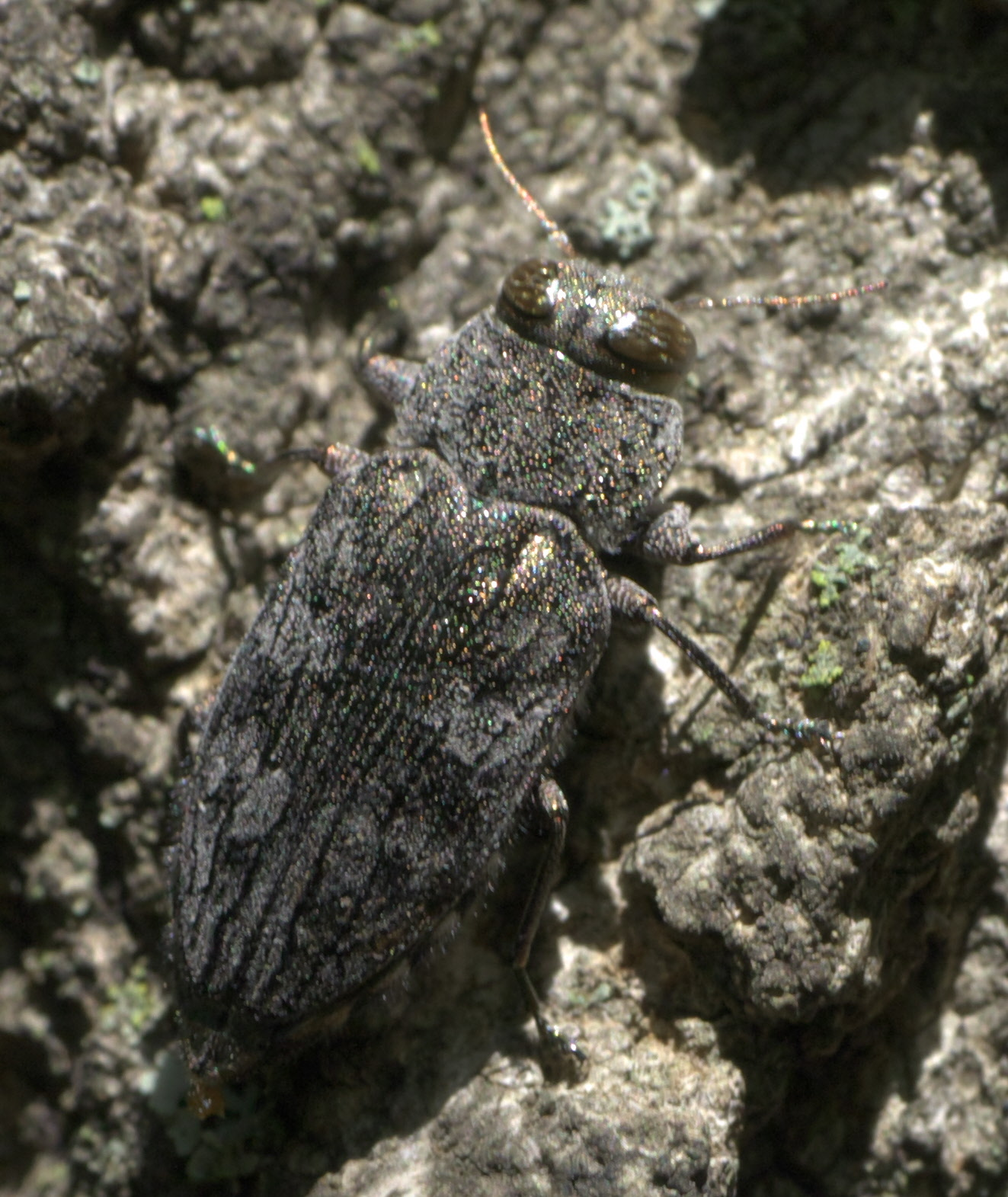
Chrysobothris shawnee

## Especies
| - Chrysobothris abyssinica Fairmaire, 1891 c g - Chrysobothris acaciae Knull, 1936 i c g b - Chrysobothris achardi Obenberger, 1922 c g - Chrysobothris acutipennis Chevrolat, 1835 i c g b - Chrysobothris adelpha Harold, 1869 i c g b - Chrysobothris aeneicollis Deyrolle, 1864 c g - Chrysobothris aeneifrons Fairmaire, 1882 c g - Chrysobothris aeneola LeConte, 1860 i c g - Chrysobothris aequalis Waterhouse, 1889 c g - Chrysobothris aerea Chevrolat, 1834 c g - Chrysobothris affinis (Fabricius, 1794) c g - Chrysobothris alabamae Gory, 1841 c g - Chrysobothris alecto Obenberger, 1917 c g - Chrysobothris algoensis Obenberger, 1922 c g - Chrysobothris alluaudi Kerremans, 1914 c g - Chrysobothris alutaceiventris Obenberger, 1940 c g - Chrysobothris amazonica Kerremans, 1897 c g - Chrysobothris amberestris Bellamy, 1999 c g - Chrysobothris amplicollis Thomson, 1879 c g - Chrysobothris amurensis Pic, 1904 c g - Chrysobothris analis LeConte, 1860 i c g b - Chrysobothris andamana Kerremans, 1891 c g - Chrysobothris andica Obenberger, 1928 c g - Chrysobothris andrewsi Waterhouse, 1900 c g - Chrysobothris andrusi Baudon, 1968 c g - Chrysobothris angolae Obenberger, 1922 c g - Chrysobothris angulipicta Kerremans, 1903 c g - Chrysobothris anniae Obenberger, 1928 c g - Chrysobothris anoguttata (Gory, 1841) c g - Chrysobothris antillarum Fisher, 1925 c g - Chrysobothris antiqua Chevrolat, 1838 c g - Chrysobothris apicalis Kerremans, 1900 c g - Chrysobothris apolinari Obenberger, 1932 c g - Chrysobothris ardoini Baudon, 1963 c g - Chrysobothris arizonica Chamberlin, 1938 i c g - Chrysobothris armata Dugès, 1891 c g - Chrysobothris arnoldi Thery, 1932 c g - Chrysobothris arouensis Deyrolle, 1864 c g - Chrysobothris astartae Abeille de Perrin, 1895 c g - Chrysobothris astuta Waterhouse, 1887 c g - Chrysobothris atabalipa Gory & Laporte, 1837 c g - Chrysobothris atahualpa Obenberger, 1928 c g - Chrysobothris aterrima Kerremans, 1899 c g - Chrysobothris atriplexae Fisher, 1942 i c g - Chrysobothris auricincta Burmeister, 1872 c g - Chrysobothris auricollis Kerremans, 1898 c g - Chrysobothris auricornis Deyrolle, 1864 c g - Chrysobothris aurifera Kirsch, 1866 c g - Chrysobothris auripes Gory & Laporte, 1837 c g - Chrysobothris auroimpressa Gory, 1841 c g - Chrysobothris auropicta Kerremans, 1897 c g - Chrysobothris auropunctata Deyrolle, 1864 c g - Chrysobothris australasiae Hope, 1846 c g - Chrysobothris axillaris Horn, 1886 i c g - Chrysobothris azurea LeConte, 1857 i c g b - Chrysobothris bacchari Van Dyke, 1923 i c g b - Chrysobothris badeni Théry, 1925 c g - Chrysobothris ballae Whalley & Jarzembowski, 1985 c g - Chrysobothris balzani Obenberger, 1922 c g - Chrysobothris banghaasi Théry, 1911 c g - Chrysobothris barellei Bourgoin, 1922 c g - Chrysobothris barri Wescott, 1971 i c g - Chrysobothris basalis LeConte, 1858 i c g b - Chrysobothris beameri Knull, 1954 i c g b - Chrysobothris beckeri Obenberger, 1956 c g - Chrysobothris bedeli Obenberger, 1922 c g - Chrysobothris behanzini Obenberger, 1940 c g - Chrysobothris bekassana Obenberger, 1932 c g - Chrysobothris bella Fisher, 1925 c g - Chrysobothris bellata Thomson, 1879 c g - Chrysobothris belti Waterhouse, 1887 c g - Chrysobothris beniensis Fisher, 1925 c g - Chrysobothris beyeri Schaeffer, 1904 i c g b - Chrysobothris bicentra Obenberger, 1940 c g - Chrysobothris bicolor Horn, 1894 i c g - Chrysobothris bicolorata Bílý, 2000 c g - Chrysobothris bicolorifrons Obenberger, 1940 c g - Chrysobothris bicornis Gory & Laporte, 1837 c g - Chrysobothris biimpressa (Chevrolat, 1838) c g - Chrysobothris bilyi Bellamy, 1998 c g - Chrysobothris bimarginicollis Schaeffer, 1905 i c g b - Chrysobothris bisinuata Chamberlin, 1938 i c g - Chrysobothris bispinosa Schaeffer, 1909 i c g b - Chrysobothris bistripunctata Deyrolle, 1864 c g - Chrysobothris boharti Van Dyke, 1934 i c g - Chrysobothris boliviae Obenberger, 1924 c g - Chrysobothris boliviana Kerremans, 1897 c g - Chrysobothris boninensis Kurosawa, 1975 c g - Chrysobothris borneensis Kerremans, 1900 c g - Chrysobothris bothrideres Fairmaire, 1864 c g - Chrysobothris bouddah Théry, 1940 c g - Chrysobothris brahma Obenberger, 1917 c g - Chrysobothris braunsi Obenberger, 1922 c g - Chrysobothris breviloba Fall, 1910 i c g b - Chrysobothris breviloboides Barr, 1969 i c g - Chrysobothris brevitarsis Nelson, 1975 c g - Chrysobothris brixi Baudon, 1963 c g - Chrysobothris bruchi Obenberger, 1928 c g - Chrysobothris buenavistae Obenberger, 1928 c g - Chrysobothris bumburetica Bílý, 2000 c g - Chrysobothris buqueti Obenberger, 1922 c g - Chrysobothris burgeoni Obenberger, 1924 c g - Chrysobothris caddo Wellso & Manley, 2007 i c g b - Chrysobothris caelata Carter, 1925 c g - Chrysobothris californica LeConte, 1860 i c g b - Chrysobothris callichroma Obenberger, 1939 c g - Chrysobothris capensis Kerremans, 1893 c g - Chrysobothris capitata Gory & Laporte, 1837 c g - Chrysobothris carbonaria Gory & Laporte, 1837 c g - Chrysobothris carbonicolor Obenberger, 1922 c g - Chrysobothris carbunculifer Théry, 1911 c g - Chrysobothris carinata Kerremans, 1892 c g - Chrysobothris carinipennis LeConte, 1878 i c g b - Chrysobothris carmelita Fall, 1907 i c g - Chrysobothris carminea Kerremans, 1900 c g - Chrysobothris carneola (Voet, 1806) c g - Chrysobothris carteri Obenberger, 1923 c g - Chrysobothris cashmirensis Obenberger, 1934 c g - Chrysobothris catascopa Thomson, 1879 c g - Chrysobothris catharinae Obenberger, 1940 c g - Chrysobothris caurina Horn, 1886 i c g b - Chrysobothris cavatifrons Obenberger, 1940 c g - Chrysobothris cavifrons Deyrolle, 1864 c g - Chrysobothris chactas Gory & Laporte, 1837 c g - Chrysobothris chalcophana (Klug, 1829) c g - Chrysobothris chalcophoroides Horn, 1886 i c g b - Chrysobothris chalybea Gory & Laporte, 1837 c g - Chrysobothris chamberliniana Fisher, 1948 i c g - Chrysobothris cheni Théry, 1940 c g - Chrysobothris chiribiquetensis Bellamy, 1995 c g - Chrysobothris chiricahuae Knull, 1937 i c g - Chrysobothris chiriquita Obenberger g - Chrysobothris chlorocephala Gory, 1841 i c g b - Chrysobothris chlorosticta Thomson, 1878 c g - Chrysobothris chrysoela (Illiger, 1800) i c g b - Chrysobothris chrysogaster Bourgoin, 1922 c g - Chrysobothris chrysonota Deyrolle, 1864 c g - Chrysobothris chrysostigma (Linnaeus, 1758) c g - Chrysobothris chuckbellamyi Westcott, 2014 g - Chrysobothris cincta Kerremans, 1893 c g - Chrysobothris circe Obenberger, 1940 c g - Chrysobothris circuloimpressa Deyrolle, 1864 c g - Chrysobothris coelicolor Obenberger, 1922 c g - Chrysobothris coeruleoglabrata Obenberger, 1917 c g - Chrysobothris collaris Deyrolle, 1864 c g - Chrysobothris coloradensis Wickham, 1914 c g - Chrysobothris comanche Wellso & Manley, 2007 i c g b - Chrysobothris confusa Deyrolle, 1864 c g - Chrysobothris congeneratrix Obenberger, 1934 c g - Chrysobothris consanguinea (Gory & Laporte, 1837) - Chrysobothris consimilis (Gory, 1841) c g - Chrysobothris convexa Fall, 1907 i c g - Chrysobothris convexiuscula Waterhouse, 1887 c g - Chrysobothris cordicollis Gory & Laporte, 1837 c g - Chrysobothris cordillerae Obenberger, 1928 c g - Chrysobothris cordovensis Gory & Laporte, 1837 c g - Chrysobothris cornifrons Obenberger, 1940 c g - Chrysobothris cornigera Fisher, 1944 c g - Chrysobothris cornuta Kerremans, 1903 c g - Chrysobothris corporaali Obenberger, 1922 - Chrysobothris costaricana Obenberger, 1917 c g - Chrysobothris costata Kerremans, 1895 c g - Chrysobothris costifer Kerremans, 1909 c g - Chrysobothris costifrons Waterhouse, 1887 i c g b - Chrysobothris crandalli Knull, 1943 i c g b - Chrysobothris crenulipyga Obenberger, 1924 c g - Chrysobothris cribifrons Thomson, 1879 g - Chrysobothris cribraria Mannerheim, 1837 i c g b - Chrysobothris cribrifrons Thomson, 1879 c g - Chrysobothris cubensis Théry, 1927 c g - Chrysobothris culbersoniana Knull, 1943 i c g - Chrysobothris cunctans Obenberger, 1924 c g - Chrysobothris cuprascens LeConte, 1860 i c g b - Chrysobothris cupreipes Fairmaire, 1864 c g - Chrysobothris cupreomactata Obenberger, 1928 c g - Chrysobothris cupressicona Barr & Westcott, 1976 i c g b - Chrysobothris cupriceps Deyrolle, 1864 c g - Chrysobothris cupricollis Deyrolle, 1864 c g - Chrysobothris cuprifrons Fisher, 1925 c g - Chrysobothris cuprina (Klug, 1829) c g - Chrysobothris cupriventris Thomson, 1878 c g - Chrysobothris curlettii Magnani, 1995 c g - Chrysobothris curta Kerremans, 1893 c g - Chrysobothris curvicollis Kerremans, 1900 c g - Chrysobothris cyanella Horn, 1886 i c g b - Chrysobothris cyanescens Deyrolle, 1864 c g - Chrysobothris cyanicollis Gory & Laporte, 1837 c g - Chrysobothris cyanipennis Deyrolle, 1864 c g - Chrysobothris cypria Magnani, 1993 c g - Chrysobothris danae Obenberger, 1940 c g - Chrysobothris debilis LeConte, 1860 i c g - Chrysobothris decolorata (Gory & Laporte, 1837) c g - Chrysobothris deflexicornis Gory & Laporte, 1837 c g - Chrysobothris delavayi Fairmaire, 1887 c g - Chrysobothris delectabilis Waterhouse, 1889 c g - Chrysobothris delenifica Deyrolle, 1864 - Chrysobothris deliana Kerremans, 1900 c g - Chrysobothris densa Waterhouse, 1889 c g - Chrysobothris densepunctata Obenberger, 1940 c g - Chrysobothris dentipes (Germar, 1824) i c g b - Chrysobothris deserta Horn, 1886 i c g b - Chrysobothris desmaresti (Laporte & Gory, 1836) c g - Chrysobothris deuvei Baudon, 1963 c g - Chrysobothris deyrollei Thomson, 1858 c g - Chrysobothris dilaticollis Kerremans, 1897 c g - Chrysobothris discedens Gemminger & Harold, 1869 c g - Chrysobothris discicollis Saunders, 1867 c g - Chrysobothris disparicollis Thomson, 1879 c g - Chrysobothris distincta Gory, 1841 i c g - Chrysobothris dolata Horn, 1886 i c g b - Chrysobothris dorbignyi (Gory, 1841) c g - Chrysobothris dorsata (Fabricius, 1787) c g - Chrysobothris dubiosula Obenberger, 1928 c g - Chrysobothris dudichi Gebhardt, 1926 c g - Chrysobothris dudleyaphaga Wescott, 2007 i c g - Chrysobothris dugesi Kerremans, 1897 c g - Chrysobothris duplicata (Chevrolat, 1838) c g - Chrysobothris duporti Bourgoin, 1922 c g - Chrysobothris dyopatra Gory, 1841 c g - Chrysobothris dyoti Théry, 1925 c g - Chrysobothris ebenina Théry, 1925 c g - Chrysobothris ecuadorica Obenberger, 1928 c g - Chrysobothris edwardsii Horn, 1886 i c g b - Chrysobothris elevata Gory & Laporte, 1837 c g - Chrysobothris ellyptica Deyrolle, 1864 c g - Chrysobothris elongata Deyrolle, 1864 c g - Chrysobothris emarginaticollis Blanchard, 1846 c g - Chrysobothris embriki Obenberger, 1932 c g - Chrysobothris empyrea Gerstäcker, 1871 c g - Chrysobothris eos Obenberger, 1924 c g - Chrysobothris ephedrae Knull, 1942 i c g b - Chrysobothris eriogoni Wescott, 2005 i c g b - Chrysobothris errans Gory, 1841 c g - Chrysobothris erudita Hoscheck, 1931 c g | - Chrysobothris erythraeina Obenberger, 1940 c g - Chrysobothris erythrogona (Kirsch, 1866) c g - Chrysobothris eurycephala Obenberger, 1934 c g - Chrysobothris exesa LeConte, 1858 i c g b - Chrysobothris explicationis Nelson, 1975 c g - Chrysobothris fabricii Saunders, 1871 c g - Chrysobothris fabulosa Nelson, 1988 c g - Chrysobothris facialis Hoscheck, 1931 c g - Chrysobothris falli Van Dyke, 1918 i c g - Chrysobothris fastidiosa Gory, 1841 c g - Chrysobothris fatalis Harold, 1878 c g - Chrysobothris felixi Gebhardt, 1926 c g - Chrysobothris femorata (Olivier, 1790) i c g b - Chrysobothris fiji Bellamy, 2009 c g - Chrysobothris fisheri Théry, 1927 c g - Chrysobothris fisheriana Obenberger, 1928 c g - Chrysobothris fiskei Fisher, 1942 i c g b - Chrysobothris fluvialis Moore, 1986 c g - Chrysobothris fossifrons Kerremans, 1892 c g - Chrysobothris foveata Waterhouse, 1887 c g - Chrysobothris foveiceps Saunders, 1867 c g - Chrysobothris foveicollis Kerremans, 1893 c g - Chrysobothris fragariae Fisher, 1930 i c g - Chrysobothris francoisi Baudon, 1966 c g - Chrysobothris fraudi Théry, 1931 c g - Chrysobothris freyi (Pochon, 1972) c g - Chrysobothris frontalis (Olivier, 1790) c g - Chrysobothris fronticornis (Chevrolat, 1838) c g - Chrysobothris frontiscalla Domínguez & Márquez, 1971 c g - Chrysobothris fruta Gory, 1841 c g - Chrysobothris funeraria Obenberger, 1922 c g - Chrysobothris furcata Kerremans, 1913 c g - Chrysobothris gahani Cockerell, 1911 c g - Chrysobothris gardneri Théry, 1930 c g - Chrysobothris gardnerianus Descarpentries, 1959 c g - Chrysobothris gebhardti Théry, 1936 c g - Chrysobothris gebieni Kerremans, 1914 c g - Chrysobothris gedyei Théry, 1941 c g - Chrysobothris gelhardtiana Théry, 1941 c g - Chrysobothris gemmata LeConte, 1858 i c g b - Chrysobothris generosa Gory & Laporte, 1837 c g - Chrysobothris gentilis Kerremans, 1897 c g - Chrysobothris georgei Nelson, 1980 c g - Chrysobothris gerstmeier Barries, 2010 c g - Chrysobothris ghesquierei Théry, 1940 c g - Chrysobothris gloriosa Fisher, 1922 c g - Chrysobothris gounellei Kerremans, 1897 c g - Chrysobothris gowdeyi Fisher, 1928 c g - Chrysobothris grancanariae Niehuis & Gottwald, 1999 c g - Chrysobothris gratiosa Gory, 1841 c g - Chrysobothris graueri Kerremans, 1914 c g - Chrysobothris gravenhorsti Obenberger, 1922 c g - Chrysobothris grindeliae Van Dyke, 1937 i c g - Chrysobothris guadeloupensis Descarpentries, 1981 g - Chrysobothris guatemalensis Thomson, 1878 c g - Chrysobothris guineensis Obenberger, 1940 c g - Chrysobothris guttata (Olivier, 1790) c g - Chrysobothris guyanensis Thomson, 1879 c g - Chrysobothris haitiensis Fisher, 1930 c g - Chrysobothris handschini Obenberger, 1940 c g - Chrysobothris harrisi (Hentz, 1827) i b - Chrysobothris hauseri Obenberger, 1928 c g - Chrysobothris haydeni Scudder, 1876 c g - Chrysobothris helferi Fisher, 1942 i c g - Chrysobothris hera Obenberger, 1924 c g - Chrysobothris hexastigma Mannerheim, 1837 c g - Chrysobothris heyrovskyi Obenberger, 1922 c g - Chrysobothris hidalgoensis Knull, 1951 i c g - Chrysobothris hispaniolae Fisher, 1925 c g - Chrysobothris hobsoni Baudon, 1963 c g - Chrysobothris holochalcea Burmeister, 1872 c g - Chrysobothris holynskii Barries, 2011 c g - Chrysobothris horaki Barries, 2008 c g - Chrysobothris horni Kerremans, 1903 c g - Chrysobothris horningi Barr, 1969 i c g - Chrysobothris horvathi Gebhardt, 1926 c g - Chrysobothris hoscheki Théry, 1925 c g - Chrysobothris hubbardi Fisher, 1942 i c g b - Chrysobothris humilis Horn, 1886 i c g b - Chrysobothris hypochloris Erichson, 1847 c g - Chrysobothris ianthinipes Obenberger, 1928 c g - Chrysobothris ichthyomorpha Thomson, 1879 c g - Chrysobothris idahoensis Barr, 1969 i c g - Chrysobothris igai Kurosawa, 1948 c g - Chrysobothris ignicollis Horn, 1885 i c g b - Chrysobothris ignipicta Kerremans, 1900 - Chrysobothris ignisternum Obenberger, 1924 c g - Chrysobothris igniventris Reitter, 1895 c g - Chrysobothris ignota Dugès, 1891 c g - Chrysobothris inaequalicollis Thomson, 1878 c g - Chrysobothris inaequalis Waterhouse, 1887 c g - Chrysobothris indica Castelnau and Gory, 1837 i c g - Chrysobothris indigacea Kerremans, 1893 c g - Chrysobothris infantula Obenberger, 1940 c g - Chrysobothris infima Kerremans, 1893 c g - Chrysobothris infranitens Kerremans, 1912 c g - Chrysobothris insidiosa Waterhouse, 1887 c g - Chrysobothris insolata Deyrolle, 1864 c g - Chrysobothris insulana Fisher, 1925 c g - Chrysobothris iridea Kerremans, 1900 c g - Chrysobothris iris Van Dyke, 1937 i c g - Chrysobothris jakovlevi Semenov, 1891 c g - Chrysobothris jania Lotte, 1938 c g - Chrysobothris janthina (Gory, 1841) c g - Chrysobothris javae Obenberger, 1932 c g - Chrysobothris javana Thomson, 1879 c g - Chrysobothris jeanneli Obenberger, 1928 c g - Chrysobothris jendeki Barries, 2006 c g - Chrysobothris joellae Bleuzen, 1993 c g - Chrysobothris juncta Waterhouse, 1887 c g - Chrysobothris kabakovi Alexeev in Alexeev, et al., 1991 c g - Chrysobothris kalaharica Obenberger, 1940 c g - Chrysobothris kalshoveni Obenberger, 1931 - Chrysobothris kelloggi Knull, 1937 i c g - Chrysobothris keyensis Gestro, 1877 c g - Chrysobothris kiangsuanus Théry, 1940 c g - Chrysobothris knulli Nelson, 1975 i c g b - Chrysobothris komareki Obenberger, 1928 c g - Chrysobothris kordofana Obenberger, 1928 c g - Chrysobothris kotoensis Miwa & Chûjô, 1940 c g - Chrysobothris kraatzi Kerremans, 1899 c g - Chrysobothris kucerai Barries, 2008 c g - Chrysobothris kuntzeni Hoscheck, 1931 c g - Chrysobothris labaili Baudon, 1968 c g - Chrysobothris lancii Gory & Laporte, 1837 c g - Chrysobothris lanei Théry, 1936 c g - Chrysobothris laosensis Obenberger, 1928 - Chrysobothris laricis Van Dyke, 1916 i c g - Chrysobothris lateralis Waterhouse, 1887 i c g b - Chrysobothris laticollis Burmeister, 1872 c g - Chrysobothris latifrons Deyrolle, 1864 c g - Chrysobothris lativertex Obenberger, 1940 c g - Chrysobothris laudabilis Théry, 1936 c g - Chrysobothris leechi Barr, 1974 i c g b - Chrysobothris legorskyi Barries, 2012 c g - Chrysobothris leonhardi Obenberger, 1916 c g - Chrysobothris lepida Gory & Laporte, 1837 c g - Chrysobothris lesnei Théry, 1934 c g - Chrysobothris lesueuri Gory & Laporte, 1837 c g - Chrysobothris leuconoe Obenberger, 1940 c g - Chrysobothris libanonica Obenberger, 1935 c g - Chrysobothris libonoti Horn, 1886 i c g b - Chrysobothris lilaceous Chamberlin, 1925 i c g - Chrysobothris lineatipennis Van Dyke, 1916 i c g - Chrysobothris linnei Obenberger, 1922 c g - Chrysobothris lixa Horn, 1886 i c g b - Chrysobothris lobata Kerremans, 1897 c g - Chrysobothris longula Saunders, 1867 c g - Chrysobothris lucana Horn, 1894 i c g b - Chrysobothris lucifera Théry, 1911 c g - Chrysobothris ludificata Horn, 1886 i c g b - Chrysobothris macarthuri Théry, 1941 c g - Chrysobothris macleayi Obenberger, 1928 c g - Chrysobothris maculata Gory & Laporte, 1837 c g - Chrysobothris maculicollis Thomson, 1878 c g - Chrysobothris maculicoxis Obenberger, 1940 c g - Chrysobothris maculiventris (Chevrolat, 1838) c g - Chrysobothris maillei Gory & Laporte, 1837 c g - Chrysobothris malayensis Fisher, 1930 c g - Chrysobothris mali Horn, 1886 i c g b - Chrysobothris manchurica Arakawa, 1932 c g - Chrysobothris mandarina Théry, 1940 c g - Chrysobothris manifesta Obenberger, 1940 c g - Chrysobothris maracaensis Théry, 1925 c g - Chrysobothris marina Abeille de Perrin, 1907 c g - Chrysobothris marquesana Obenberger, 1928 c g - Chrysobothris martha Van Dyke, 1942 c g - Chrysobothris mastersii Macleay, 1872 c g - Chrysobothris matangana Kerremans, 1912 c g - Chrysobothris megacephala Gory & Laporte, 1837 c g - Chrysobothris melazona Chevrolat, 1835 c g - Chrysobothris merkelii Horn, 1886 i c g b - Chrysobothris mescalero Wellso & Manley, 2007 i c g b - Chrysobothris michelbacheri Van Dyke, 1942 c g - Chrysobothris micromorpha Fall, 1907 i c g - Chrysobothris microstigma Gestro, 1877 c g - Chrysobothris militaris Deyrolle, 1864 c g - Chrysobothris minuta Kerremans, 1896 c g - Chrysobothris miraculosa Obenberger, 1928 c g - Chrysobothris modesta Waterhouse, 1887 c g - Chrysobothris mokrzeckii Obenberger, 1928 c g - Chrysobothris moluccana Hoscheck, 1931 c g - Chrysobothris montezuma Obenberger, 1940 c g - Chrysobothris monticola Fall, 1910 i c g b - Chrysobothris montrouzieri Kerremans, 1892 c g - Chrysobothris mrazi Obenberger, 1924 c g - Chrysobothris muehlei Barries, 2008 c g - Chrysobothris mulsanti Obenberger, 1922 c g - Chrysobothris multistigmosa (Mannerheim, 1837) c g - Chrysobothris musae Théry, 1904 c g - Chrysobothris myia Gory, 1841 c g - Chrysobothris myoptica Obenberger, 1940 c g - Chrysobothris nana Fairmaire, 1892 c g - Chrysobothris natalensis Théry, 1925 c g - Chrysobothris nausicaa Thomson, 1879 c g - Chrysobothris nelsoni Westcott & Alten, 2006 i c g b - Chrysobothris neopusilla Fisher, 1942 i c g b - Chrysobothris neotexana Dozier, 1955 i c g b - Chrysobothris nicaraguensis Obenberger, 1928 c g - Chrysobothris nickerli Obenberger, 1922 c g - Chrysobothris nigripennis Deyrolle, 1864 c g - Chrysobothris nigrita Kerremans, 1893 c g - Chrysobothris nigriventris Théry, 1928 c g - Chrysobothris nigropicta Nelson, 1988 c g - Chrysobothris nigroviolacea Deyrolle, 1864 c g - Chrysobothris nisatoi Barries, 2011 c g - Chrysobothris niveifrons Obenberger, 1928 c g - Chrysobothris nixa Horn, 1886 i c g b - Chrysobothris nobilis (Fabricius, 1787) c g - Chrysobothris nodipennis Kerremans, 1899 c g - Chrysobothris obenbergeri Gebhardt, 1926 c g - Chrysobothris occidentis Obenberger, 1922 c g - Chrysobothris occipitalis Deyrolle, 1864 c g - Chrysobothris octocola LeConte, 1858 i c g b - Chrysobothris octofoveolata Thomson, 1879 c g - Chrysobothris octomaculata Carter, 1925 c g - Chrysobothris octonotata Saunders, 1874 c g - Chrysobothris ohbayashii Kurosawa, 1948 c g - Chrysobothris ohnoi Kurosawa, 1975 c g - Chrysobothris okorosawana Obenberger, 1940 c g - Chrysobothris omurai Baudon, 1968 c g - Chrysobothris oregona Chamberlin, 1934 i c g - Chrysobothris orono Frost, 1920 i c g b - Chrysobothris orothi Baudon, 1963 c g - Chrysobothris ovalis Kerremans, 1903 c g - Chrysobothris palaui Cobos, 1954 c g - Chrysobothris palawanensis Barries, 2006 c g - Chrysobothris pampas Thomson, 1879 c g - Chrysobothris pantochlora Guérin-Méneville, 1847 c g - Chrysobothris paragrindeliae Knull, 1943 i c g - Chrysobothris paraguayensis Obenberger, 1917 c g - Chrysobothris parallela Deyrolle, 1864 c g - Chrysobothris paramodesta Nelson, 1975 c g - Chrysobothris parapiuta Knull, 1938 i c g | - Chrysobothris paratabalipa Nelson, 1975 c g - Chrysobothris pardensis Kerremans, 1903 c g - Chrysobothris parvipunctata Obenberger, 1914 c g - Chrysobothris parvofoveata Fisher, 1925 c g - Chrysobothris paulensis Théry, 1936 c g - Chrysobothris pedroi Obenberger, 1940 c g - Chrysobothris peninsularis Schaeffer, 1904 i c g b - Chrysobothris peringueyi Théry, 1925 c g - Chrysobothris perplexa Deyrolle, 1864 c g - Chrysobothris perroni Gory & Laporte, 1837 c g - Chrysobothris peruviae Obenberger, 1924 c g - Chrysobothris petersoni Hawkeswood, 1997 c g - Chrysobothris philippinensis Saunders, 1874 c g - Chrysobothris phoebe Thomson, 1878 c g - Chrysobothris picipes Kerremans, 1893 c g - Chrysobothris picklesi Théry, 1938 c g - Chrysobothris pictiventris Saunders, 1874 c g - Chrysobothris pilifrons Kerremans, 1893 c g - Chrysobothris piuta Wickham, 1903 i c g b - Chrysobothris placida Kerremans, 1897 c g - Chrysobothris pluton Gory, 1841 c g - Chrysobothris polita Kerremans, 1897 c g - Chrysobothris polychrous Bílý, 1983 c g - Chrysobothris polymetallichroma Westcott, 1998 c g - Chrysobothris polyspilota Burmeister, 1872 c g - Chrysobothris potentillae Barr, 1969 i c g - Chrysobothris prasina Horn, 1886 i c g b - Chrysobothris prava Obenberger, 1924 c g - Chrysobothris preissi Obenberger, 1922 c g - Chrysobothris pressli Obenberger, 1922 c g - Chrysobothris pseudacutipennis Obenberger, 1940 i c g b - Chrysobothris pseudinsularis Hoscheck, 1931 c g - Chrysobothris pseudotsugae Van Dyke, 1916 i c g b - Chrysobothris pubilineata Vogt, 1949 i c g b - Chrysobothris puella Gory, 1841 c g - Chrysobothris pulchella Gory & Laporte, 1837 c g - Chrysobothris pulcherrima Snellen von Vollenhoven, 1864 c g - Chrysobothris pulchra Gory & Laporte, 1837 c g - Chrysobothris pulchripes Fairmaire, 1887 c g - Chrysobothris pumpuna Blackwelder, 1944 c g - Chrysobothris puncticollis Kerremans, 1897 c g - Chrysobothris punctiventris Kerremans, 1897 c g - Chrysobothris purpurata Bland, 1864 i c g - Chrysobothris purpureicollis Kerremans, 1900 - Chrysobothris purpureoplagiata Schaeffer, 1904 i c g b - Chrysobothris purpureovittata Horn, 1886 i c g b - Chrysobothris purpurescens Kerremans, 1907 c g - Chrysobothris purpurifrons Motschulsky, 1859 i c g - Chrysobothris pusilla Gory & Laporte, 1837 i c g b - Chrysobothris pygmaea Kerremans, 1897 c g - Chrysobothris quadraticollis Kerremans, 1892 c g - Chrysobothris quadriimpressa Gory & Laporte, 1837 c g b - Chrysobothris quadrilineata LeConte, 1860 i c g b - Chrysobothris quadrimaculata (Fabricius, 1776) c g - Chrysobothris quadriplagiata Waterhouse, 1887 c g - Chrysobothris queenslandica Hawkeswood, 1986 c g - Chrysobothris ras Obenberger, 1940 c g - Chrysobothris ravilla Obenberger, 1924 c g - Chrysobothris regina Kerremans, 1898 c g - Chrysobothris regradata Wallengren, 1881 c g - Chrysobothris rejzeki Niehuis, 2009 c g - Chrysobothris richteri Obenberger, 1928 c g - Chrysobothris riedlei Barries, 2008 c g - Chrysobothris riograndina Obenberger, 1940 c g - Chrysobothris ritsemae Gestro, 1877 c g - Chrysobothris rogaguaensis Fisher, 1925 c g - Chrysobothris roguensis Beer, 1967 i c g - Chrysobothris romeroi Westcott, 2014 g - Chrysobothris rondoni Baudon, 1963 c g - Chrysobothris roseiventris Thomson, 1878 c g - Chrysobothris rossi Van Dyke, 1942 i c g b - Chrysobothris rothkirchi Obenberger, 1922 c g - Chrysobothris rotundicollis Gory & Laporte, 1837 i c g b - Chrysobothris rubimaculata (Gory & Laporte, 1837) c g - Chrysobothris rubripes Chevrolat, 1838 c g - Chrysobothris rudipennis Kerremans, 1903 c g - Chrysobothris rugifrons Kerremans, 1893 c g - Chrysobothris rugipes Gory & Laporte, 1837 c g - Chrysobothris rugosa Gory & Laporte, 1837 c g - Chrysobothris rugosiceps Melsheimer, 1845 i c g b - Chrysobothris rugosipennis Théry, 1947 c g - Chrysobothris rutilans Kerremans, 1897 c g - Chrysobothris rutilicuspis Heller, 1893 c g - Chrysobothris sacrata Obenberger, 1924 c g - Chrysobothris sadahiroi Barries, 2011 c g - Chrysobothris salebrosa Kerremans, 1893 c g - Chrysobothris saliaris Kurosawa, 1948 c g - Chrysobothris sallaei Waterhouse, 1887 c g - Chrysobothris salomonica Obenberger, 1922 c g - Chrysobothris samai Curletti & Magnani, 1988 c g - Chrysobothris samurai Obenberger, 1935 c g - Chrysobothris sapphirina (Swartz, 1817) c g - Chrysobothris saundersii Macleay, 1872 c g - Chrysobothris sauteri Kerremans, 1912 c g - Chrysobothris scabripennis Gory & Laporte, 1837 i c g b - Chrysobothris schaefferi Obenberger, 1934 i c g - Chrysobothris schistomorion Westcott and Davidson, 2001 i c g - Chrysobothris schlueteri Théry, 1925 c g - Chrysobothris schoutedeni Obenberger, 1921 c g - Chrysobothris scintillatrix Obenberger, 1940 c g - Chrysobothris scitula Gory, 1841 i c g b - Chrysobothris seminole Wellso & Manley, 2007 i c g b - Chrysobothris semisculpta LeConte, 1860 i c g b - Chrysobothris semisuturalis (Kerremans, 1899) c g - Chrysobothris sericeifrons Théry, 1898 c g - Chrysobothris serripes Schaeffer, 1905 i c g - Chrysobothris sexangula Kerremans, 1897 c g - Chrysobothris sexfasciata Schaeffer, 1919 i c g b - Chrysobothris seximpressa Mannerheim, 1837 c g - Chrysobothris sexnotata Gory, 1841 c g - Chrysobothris sexpunctata (Fabricius, 1801) c g - Chrysobothris sexsignata Say, 1839 i c g b - Chrysobothris sexstigmata Gory & Laporte, 1837 c g - Chrysobothris shawnee Wellso & Manley, 2007 i c g b - Chrysobothris shinanensis Kano, 1929 c g - Chrysobothris shirakii Miwa & Chûjô, 1935 c g - Chrysobothris shiwakii Miwa & Chujo, 1935 g - Chrysobothris shortlandica Obenberger, 1928 c g - Chrysobothris siamensis Hoscheck, 1931 c g - Chrysobothris sibuyana Fisher, 1924 c g - Chrysobothris similis Saunders, 1867 c g - Chrysobothris simillima Obenberger, 1940 c g - Chrysobothris simplex Waterhouse, 1887 c g - Chrysobothris simplicifrons Kerremans, 1903 c g - Chrysobothris sinensis Fairmaire, 1887 c g - Chrysobothris singalesa Obenberger, 1922 c g - Chrysobothris skalei Barries, 2010 c g - Chrysobothris sloicola Manley & Wellso, 1976 i c g b - Chrysobothris smaltzi Théry, 1911 c g - Chrysobothris smaragdinea Kerremans, 1893 c g - Chrysobothris smaragdula Fall, 1907 i c g - Chrysobothris sobrina Dugès, 1891 c g - Chrysobothris socialis Waterhouse, 1887 i c g - Chrysobothris solieri Gory & Laporte, 1837 c g - Chrysobothris somereni Théry, 1931 c g - Chrysobothris soror Gory & Laporte, 1837 c g - Chrysobothris speculifer Horn, 1886 i c g b - Chrysobothris spinicollis Théry, 1911 c g - Chrysobothris standa Barries, 2011 c g - Chrysobothris staudingeri Kerremans, 1897 c g - Chrysobothris steinbachi Obenberger, 1928 c g - Chrysobothris stellifera Waterhouse, 1887 c g - Chrysobothris stephensi Gory & Laporte, 1837 c g - Chrysobothris sterbai Obenberger, 1932 c g - Chrysobothris storkani Obenberger, 1940 c g - Chrysobothris strandiana Obenberger, 1922 c g - Chrysobothris stricklandi Obenberger, 1924 c g - Chrysobothris strigicollis Théry, 1898 c g - Chrysobothris subcylindrica Ménétries in Motschulsky, 1859 i c g - Chrysobothris subopaca Schaeffer, 1904 i c g - Chrysobothris subrugosa Kerremans, 1903 c g - Chrysobothris subsimilis Thomson, 1879 c g - Chrysobothris succedanea Saunders, 1873 c g - Chrysobothris sudanensis Obenberger, 1940 c g - Chrysobothris sulci Obenberger, 1932 c g - Chrysobothris sumbana Obenberger, 1932 c g - Chrysobothris superba Deyrolle, 1864 c g - Chrysobothris suppressa Wickham, 1914 c g - Chrysobothris suturalis Walker, 1858 c g - Chrysobothris sylvania Fall, 1910 i c g - Chrysobothris taciturna Kerremans, 1897 c g - Chrysobothris takahashii Barries, 2009 c g - Chrysobothris tenebricosa Kerremans, 1897 c g - Chrysobothris tessellata Westcott *in* Westcott, *et al*., 2008 c g - Chrysobothris texana LeConte, 1860 i c g b - Chrysobothris texcocana Domínguez, 1969 c g - Chrysobothris thomae Kerremans, 1899 c g - Chrysobothris thomsoni Waterhouse, 1887 c g - Chrysobothris thoracica (Fabricius, 1798) c g - Chrysobothris tibidens Domínguez & Márquez, 1971 c g - Chrysobothris timida Kerremans, 1897 c g - Chrysobothris tonkinensis Bourgoin, 1922 c g - Chrysobothris totonaca Domínguez & Márquez, 1971 c g - Chrysobothris tranquebarica (Gmelin, 1788) i c g b - Chrysobothris transvalensis Obenberger, 1940 c g - Chrysobothris tricolor Kerremans, 1892 c g - Chrysobothris trinervia Kirby, 1837 i c g b - Chrysobothris trisignata Waterhouse, 1887 c g - Chrysobothris tristis Deyrolle, 1864 c g - Chrysobothris trochantispina Domínguez & Márquez, 1971 c g - Chrysobothris trochilus Waterhouse, 1887 c g - Chrysobothris tumida Chevrolat, 1867 c g - Chrysobothris umbrosa Kerremans, 1903 c g - Chrysobothris umrongsoi Barries, 2007 c g - Chrysobothris unica Deyrolle, 1864 c g - Chrysobothris unigemmata Obenberger, 1922 c g - Chrysobothris uruguayensis Obenberger, 1932 c g - Chrysobothris ventralis Saunders, 1874 i c g - Chrysobothris ventriplaga Obenberger, 1928 c g - Chrysobothris venustula Gory & Laporte, 1837 c g - Chrysobothris verdigripennis Frost, 1910 i c g b - Chrysobothris verityi Nelson, 1975 c g - Chrysobothris veselyi Obenberger, 1922 c g - Chrysobothris vicina Kerremans, 1900 c g - Chrysobothris vidua Fisher, 1930 c g - Chrysobothris vilucana Obenberger, 1928 c g - Chrysobothris violacea Kerremans, 1892 c g - Chrysobothris violaceotincta Obenberger, 1922 c g - Chrysobothris viridiceps Melsheimer, 1845 i c g b - Chrysobothris viridicyanea Horn, 1886 i c g b - Chrysobothris viridifasciata (Gory & Laporte, 1838) c g - Chrysobothris viridiimpressa Gory & Laporte, 1837 c g - Chrysobothris viridilabrata Obenberger, 1928 c g - Chrysobothris viridinotata (Gory & Laporte, 1838) c g - Chrysobothris viridis Macleay, 1872 c g - Chrysobothris vitalisi Bourgoin, 1922 c g - Chrysobothris vivida Knull, 1952 i c g - Chrysobothris vulcanica LeConte, 1861 i c g b - Chrysobothris vulgata Obenberger, 1928 c g - Chrysobothris wagneri Kerremans, 1913 c g - Chrysobothris wallacei Saunders, 1871 c g - Chrysobothris waynei Bellamy, 1998 c g - Chrysobothris weigeli Barries, 2011 c g - Chrysobothris westcotti Barr, 1969 i c g b - Chrysobothris weyersi Kerremans, 1900 c g - Chrysobothris wickhami Fisher, 1942 i c g - Chrysobothris widdringtoniae Descarpentries, 1959 c g - Chrysobothris wilkinsoni Théry, 1947 c g - Chrysobothris williamsi Van Dyke, 1953 c g - Chrysobothris wintu Wellso & Manley, 2007 i c g b - Chrysobothris wolcotti Fisher, 1925 c g - Chrysobothris woodgatei Champlain & Knull, 1922 i c g b - Chrysobothris yemenensis Bílý, 2000 c g - Chrysobothris yucatanensis Van Dyke, 1953 c g - Chrysobothris yunnanensis Théry, 1940 c g - Chrysobothris znojkoi Semenov & Richter, 1934 c g - Chrysobothris zubaci Obenberger, 1932 c g |

Datos: i = ITIS, c = Catalogue of Life, g = GBIF, b = BugGuide.net